# Boston Neck

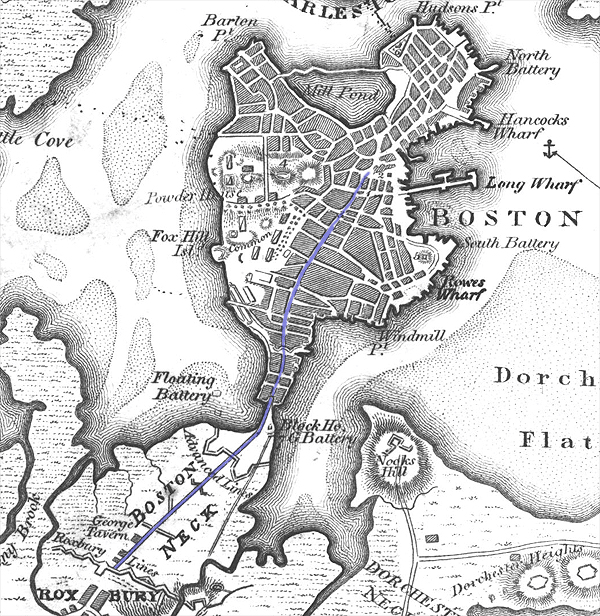
Der Verlauf des Boston Neck entlang der heutigen Washington Street. Das Gebiet im Norden und Westen, das ursprünglich Seemarsch gewesen war, wurde aufgefüllt und befestigt.

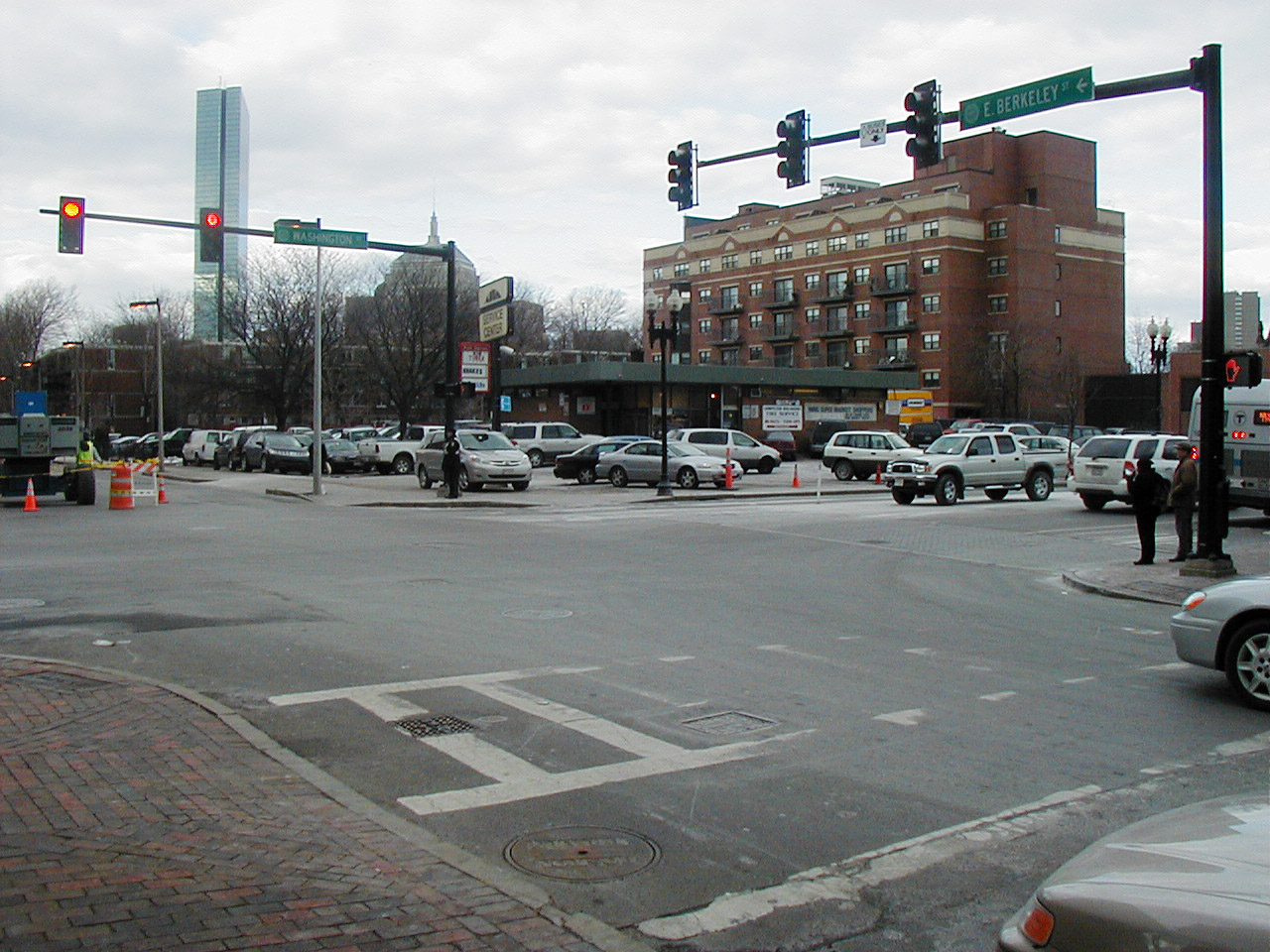
Der Standort des Stadttors im kolonialen Boston aus Sicht der East Berkeley Street.

Der Boston Neck oder auch Roxbury Neck war ein Isthmus, der die damalige Halbinsel von Boston im Bundesstaat Massachusetts in den Vereinigten Staaten mit dem Festland der Stadt Roxbury (heute ein Stadtteil von Boston) verband. Die Umgebung des Landstreifens wurde nach und nach aufgefüllt, um dem Zuwachs der Bevölkerung in Boston gerecht werden zu können.

## Geschichte
Die ersten Siedler bauten um 1631 ein hölzernes Stadttor sowie einen Erdwall auf dem Neck, um Angriffe der Indianer abzuwehren und Tiere sowie unerwünschte Personen aus der Stadt fernzuhalten. Gleich außerhalb des Tors gab es einen hölzernen Galgen, an dem regelmäßig Taschendiebe, Einbrecher und Mörder, aber auch Quaker exekutiert wurden.
Durch Aufschüttungen im späten 18. und im 19. Jahrhundert entstand der heutige Bostoner Stadtteil Back Bay.